# Симонян Рафік Багратович
Рафік Багратович Симонян (рос. Рафик Багратович Симонян; нар. 28 березня 1975, Чаренцаван, Вірменська РСР) — вірменський та російський борець греко-римського стилю, срібний призер чемпіонату світу, срібний призер чемпіонату Європи, володар Кубку світу. Заслужений майстер спорту Росії з греко-римської боротьби.

## Життєпис
Боротьбою почав займатися з 1983 року. Виступав за юніорську та молодіжну збірні команди Вірменії (9-те місце на чемпіонаті Європи з боротьби серед юніорів та 4-те місце на чемпіонаті світу з боротьби серед молоді). У 1997—1998 роках виступав за збірну Росії.
Чемпіон Росії 1997 року, володар Кубка Росії 1999 року. Виступав за борцівський клуб «Сибірські ведмеді» (Красноярськ). Тренер — Михайло Гамзін.
У 2001 році закінчив Красноярський державний педагогічний університет.
Президент Федерації греко-римської боротьби Красноярського краю.

## Спортивні результати на міжнародних змаганнях

### Виступи на Чемпіонатах світу
| Змагання                        | Збірна | Вагова категорія                 | Місце  |
| ------------------------------- | ------ | -------------------------------- | ------ |
| Чемпіонат світу з боротьби 1997 | Росія  | греко-римська боротьба, до 58 кг | Срібло |
| Чемпіонат світу з боротьби 1998 | Росія  | греко-римська боротьба, до 58 кг | 6      |

### Виступи на Чемпіонатах Європи
| Змагання                         | Збірна | Вагова категорія                 | Місце  |
| -------------------------------- | ------ | -------------------------------- | ------ |
| Чемпіонат Європи з боротьби 1998 | Росія  | греко-римська боротьба, до 58 кг | Срібло |

### Виступи на Кубках світу
| Змагання                    | Збірна | Вагова категорія                 | Місце  |
| --------------------------- | ------ | -------------------------------- | ------ |
| Кубок світу з боротьби 1997 | Росія  | греко-римська боротьба, до 58 кг | Золото |

### Виступи на змаганнях молодших вікових груп
| Змагання                                       | Збірна   | Вагова категорія                 | Місце |
| ---------------------------------------------- | -------- | -------------------------------- | ----- |
| Чемпіонат Європи з боротьби серед юніорів 1993 | Вірменія | греко-римська боротьба, до 58 кг | 9     |
| Чемпіонат світу з боротьби серед молоді 1995   | Вірменія | греко-римська боротьба, до 57 кг | 4     |